# Protektor (szermierka)
Protektor – współczesna "zbroja", tzw. kendogu lub bogu używana w szermierce kendo składa się z następujących elementów: 
- men (maska) - osłona głowy, gardła i ramion; zbudowana z przesłaniającej twarz metalowej kratownicy z przymocowanym do niej pasem wielowarstwowej, gęsto pikowanej tkaniny, chroniącej głowę i ramiona.
- do (napierśnik), plastron - osłona brzucha i piersi; konstrukcja bambusowa lub plastikowa.
- kote (rękawice) - osłony dłoni, przegubów i części przedramienia; uszyta z grubej, gęsto pikowanej wielowarstwowej tkaniny, z wyściółką z trawy morskiej; całość jest wzmocniona elementami skórzanymi.
- tare (fartuch) - osłona bioder i genitaliów; uszyta z wielowarstwowej, gęsto pikowanej tkaniny.